# Langenes kommun
Langenes kommun (norska: Langenes kommune) var en kommun i Nordland fylke i norra Norge. Kommunen omfattade den östra delen av nuvarande Øksnes kommun samt en mindre del av nuvarande Sortlands kommun. Byn Stø utgjorde kommunens centralort.

## Administrativ historik
Langenes kommun upprättades den 1 juli 1919 genom utbrytning ur Øksnes kommun. Kommunen hade 1 085 invånare vid upprättandet.
Den 1 januari 1963 överfördes ett bebott område (Holmgrenda med 65 invånare) från Langenes kommun till Sortlands kommun.
Den 1 januari 1964 gick Langenes kommun åter upp i Øksnes kommun. Kommunens hade då 2 037 invånare.